# Pomnik Powstańca Śląskiego w Szopienicach
Pomnik Powstańca Śląskiego w Katowicach-Szopienicach (także jako Pomnik Wolności) – pomnik w Katowicach, zlokalizowany przy placu Powstańców Śląskich w dzielnicy Szopienice-Burowiec, obok gmachu VI Liceum Ogólnokształcącego im. Jana Długosza.
Pierwszy monument w miejscu obecnego ufundowało społeczeństwo Szopienic i Roździenia. Był to pomnik Wolności, wystawiony w 1924 roku, w centralnym punkcie miejscowości. Obiekt zburzyli hitlerowcy w 1939 roku. Po II wojnie światowej wybudowano nowy pomnik. Na postumencie w 1985 roku, w czterdziestą rocznicę wyzwolenia, wmurowano pamiątkową tablicę, ufundowaną przez załogę Huty Metali Nieżelaznych Szopienice. W 1992 roku ponownie odsłonięto pomnik z drugą tablicą. Monument poświęcił ksiądz biskup Damian Zimoń.
Obecnie pomnik to obelisk z dwiema tablicami:
- tablicą upamiętniającą powrót Górnego Śląska do Polski;
- tablicą upamiętniającą miejsce, w którym stanął w 1924 roku Pomnik Wolności, zburzony przez hitlerowców w 1939 roku.